# V576 Возничего
V576 Возничего (лат. V576 Aurigae), HD 42107 — двойная затменная переменная звезда типа Алголя (EA) в созвездии Возничего на расстоянии приблизительно 2359 световых лет (около 723 парсеков) от Солнца. Видимая звёздная величина звезды — от +9,98m до +9,68m. Орбитальный период — около 1,9614 суток.

## Характеристики
Первый компонент — белая звезда спектрального класса A0. Эффективная температура — около 9100 К.